# Edward P. Carville
Edward P. Carville (Elko megye, 1885. május 14. – Reno, 1956. június 27.) az Amerikai Egyesült Államok szenátora (Nevada, 1945–1947).